# Bellardia peopedana
Bellardia peopedana är en tvåvingeart som beskrevs av Feng 2003. Bellardia peopedana ingår i släktet Bellardia och familjen spyflugor. Inga underarter finns listade i Catalogue of Life.